# Kleinkastell Neuwirtshaus
Das Kleinkastell Neuwirtshaus war ein römisches Kastell an der Wetteraustrecke des Obergermanischen Limes, der im Jahre 2005 den Status des UNESCO-Weltkulturerbes erlangte. Das Bodendenkmal befindet sich in einem dichten Waldgebiet jeweils etwa 500 Meter südöstlich des Ortsrandes von Hanau-Wolfgang (Main-Kinzig-Kreis in Hessen) und nordöstlich der Waldsiedlung von Hanau-Großauheim, nahe Neuwirtshaus, einer kleinen Ansammlung von Häusern mit zwei Gaststätten, die nicht über den Status eines Stadtteils verfügt.

## Lage

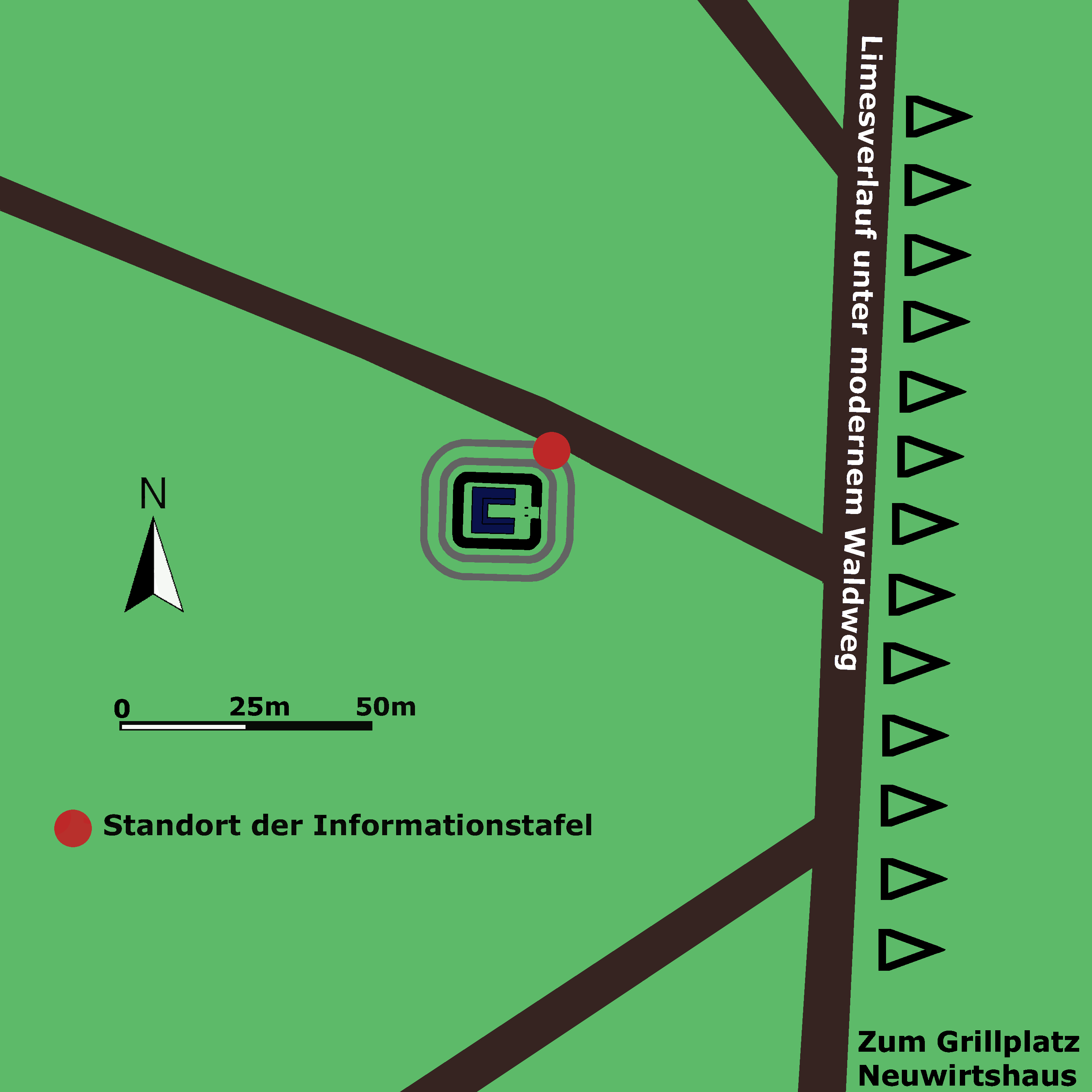
Lageplan des Kleinkastells. Grau: Kastellgräben; schwarz: Wall; blau: Baracke; braun: neuzeitliche Forstwege.

Das Kleinkastell Neuwirtshaus liegt 87 Meter (300 römische Fuß) vom Limes entfernt, der dort relativ genau von Norden, aus der Wetterau kommend, nach Süden, auf den Main beim Kastell Großkrotzenburg zuläuft. Das Kleinkastell befindet sich auf einer kaum sichtbaren Sanddüne in der Waldabteilung 75 Torfhaus.

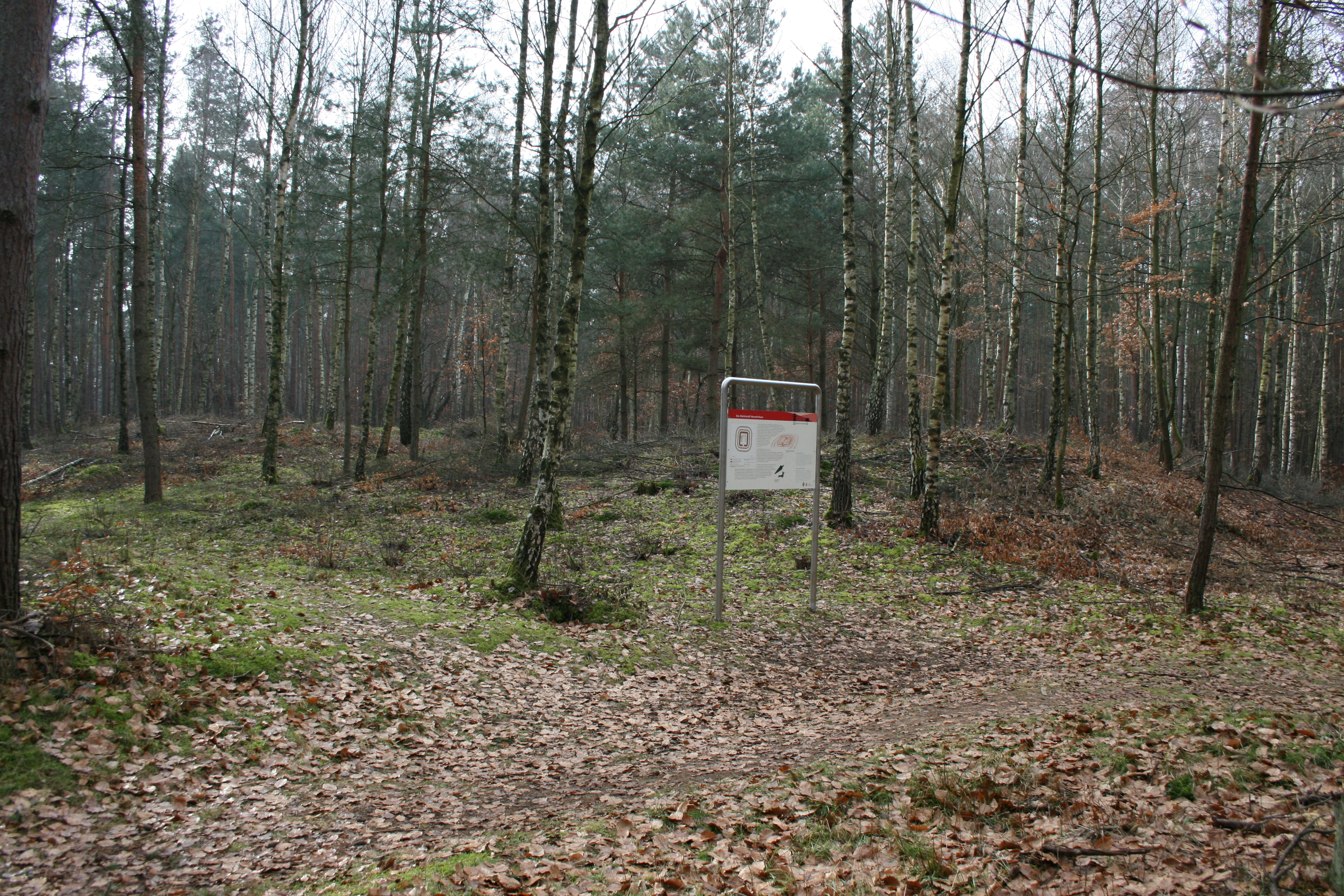
Blick von NO auf das Kastell.

Befunde zur Zeit der Untersuchung durch die Reichs-Limeskommission (1883).

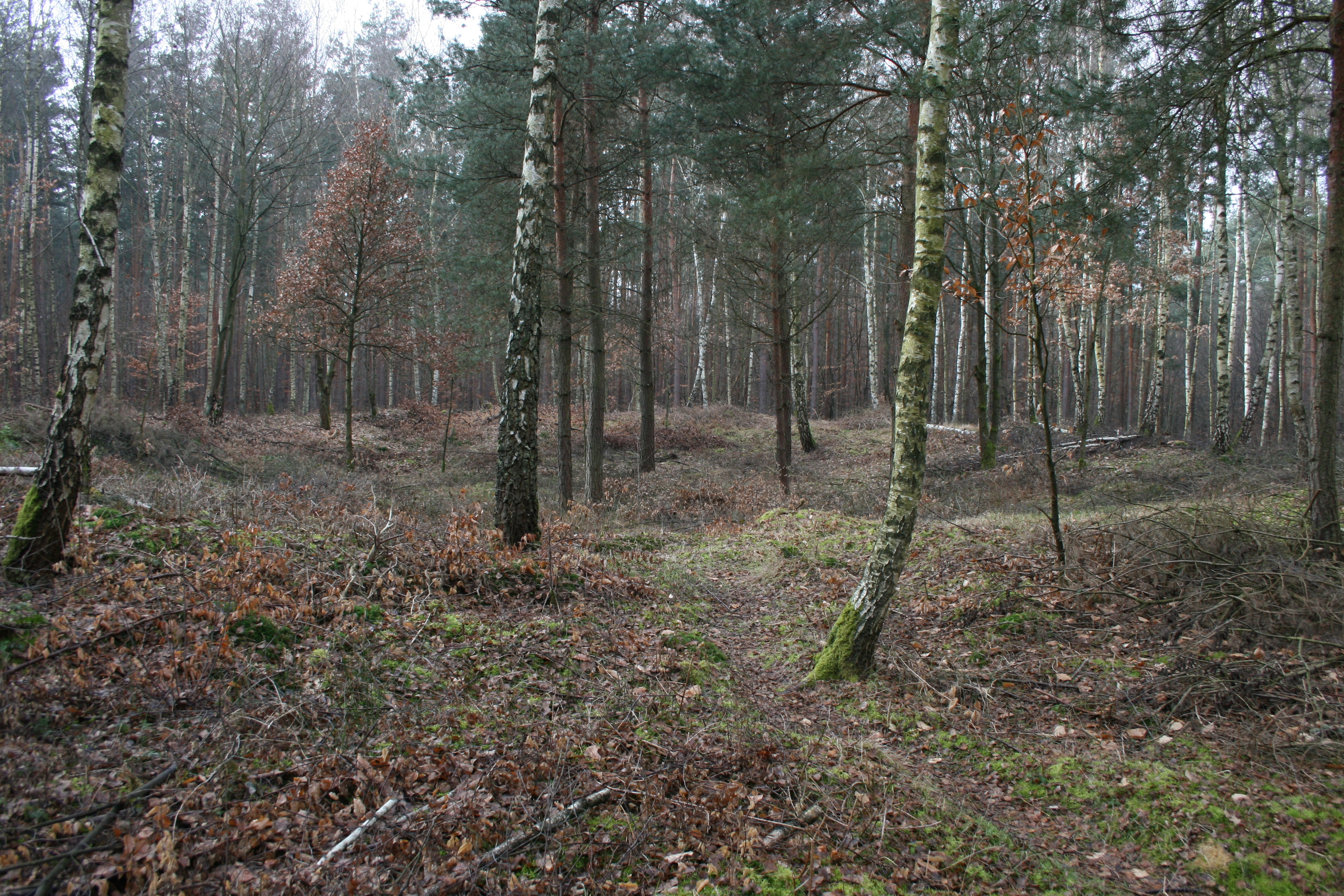
Blick vom Tor in den Innenraum des Kastells.

Nördlich schließt sich der Doppelbiersumpf an, ein ausgedehntes Sumpfgebiet südlich der Kinzig und Teil der Bulau. Stellenweise wurde der Limes dort als Knüppelweg mit davorliegender Palisade ausgeführt. Weiter südlich befindet sich die Schiffslache, ein alter Mainarm, ebenfalls ein Feuchtgebiet. Damit war das Gebiet von den benachbarten Kastellen Großkrotzenburg und Erlensee-Rückingen vor allem bei feuchter Witterung schlecht erreichbar. Etwa 300 Meter südlich des Kastells überquert ein bereits in vorgeschichtlicher Zeit benutzter Verkehrsweg, die sogenannte Birkenhainer Straße den Limes.
Der Limes verläuft in der Nähe des Kastells vorwiegend unter einem neuzeitlichen Forstweg. Dem aufmerksamen Beobachter wird lediglich die Höhe der Wegtrasse sowie östlich davon stellenweise der Graben auffallen. Wesentlich besser sichtbar ist der Limes auf kurzen Abschnitten südlich des Grillplatzes bei Neuwirtshaus sowie ganz besonders nördlich der Bundesautobahn 45, wo, geschützt durch das Waldgebiet, der Wall die beste Erhaltung an der östlichen Wetteraustrecke insgesamt aufweist.
Bis vor wenigen Jahren war das Areal nur schwer auffindbar, weil es sich in einer Schonung befand. Im Jahr 2002 wurde eine Infotafel aufgestellt. Das Kastellareal selbst ist immer noch von dichtem Gestrüpp bewachsen, aber teilweise begehbar.

## Forschungsgeschichte
Frühe Ausgrabungen in dem Kleinkastell fanden 1856, 1862, 1883 und 1913 statt. Doch lieferten diese nur recht ungenaue Ergebnisse, vor allem, weil mit den damaligen Grabungsmethoden der reine Holz-Erde-Befund des Lagers schwer zu deuten war. Eine Nachuntersuchung 1977 tat sich damit wesentlich leichter: Da von ähnlichen Kastellen bereits zahlreiche Grundrisse bekannt waren, genügte ein einziger Grabungsschnitt im Süden der Anlage, um den Befund zu klären. Dieser führte (von außen) durch beide vorgelagerten Verteidigungsgräben, den Wall und den südlichen Teil der Mannschaftsbaracke mit Traufgräbchen außen und dem Porticus-Bereich an der Innenseite.

## Archäologischer Befund
Die Anlage war nach Osten, zum Limes hin, ausgerichtet. Sie war von zwei umlaufenden Spitzgräben umschlossen; vor dem einzigen Tor befand sich vermutlich eine Brücke. Der äußere Graben ist noch gut zu sehen, der innere ist durch den Versturz des Walles eingeebnet. Der 3,5 bis 4 Meter breite Wall bestand vermutlich aus Rasensoden, die durch regelmäßig eingefügte Holzstreben verstärkt waren. Er schloss eine rechteckige Innenfläche von 21 × 25 Metern ein (= 0,0525 Hektar).
Darin befand sich ein U-förmiges Holzgebäude, von dem wahrscheinlich der mittlere Teil Dienstzimmern oder der Kommandantenwohnung vorbehalten war. Der Innenhof war zum Tor hin offen und teilweise vom überstehenden Dach der Baracke vor dem Wetter geschützt. Da keine Dachziegel gefunden wurden, dürfte das Gebäude mit Holzschindeln oder einem Strohdach gedeckt gewesen sein. Das Fragment eines Glasfensters belegt, dass zumindest einige Fenster verglast waren.
Zwei Steinfundamente zwischen dem Tor und dem Gebäude lassen auf einen Wehrgang über dem Tor schließen.

## Datierung und Deutung
Die regelmäßige Anordnung der nahe gelegenen Wachtposten Wp 5/11 bis 5/15 sowie die Nähe zu Wp 5/13 lässt eine spätere Einfügung des Kleinkastells in die bestehende Postenkette vermuten. Das Fundmaterial legt eine Erbauung in hadrianischer Zeit nahe. Ein seltenes Fundstück aus dem Kastell ist ein silberner Fingerring mit blattförmigen Verzierungen. Der Zeitpunkt der Aufgabe der Anlage lässt sich durch die wenigen Funde nicht datieren. Auch ist eine gewaltsame Zerstörung nicht festzustellen. Der Mangel an datierenden Funden ist aufgrund des sehr kleinräumigen Grabungsschnittes auch nicht verwunderlich. Funde aus den Altgrabungen fehlen – wie weitgehend im gesamten Altkreis Hanau –, da sie im Zweiten Weltkrieg mit den Sammlungen des Historischen Museums Hanau größtenteils verbrannt sind. Wenige Funde aus den jüngeren Grabungen sind im Museum Schloss Steinheim zu sehen, darunter der erwähnte silberne Fingerring.
Die Hauptaufgabe des Kleinkastells war wohl, den Grenzverkehr an der Birkenhainer Straße zu überwachen. Besonders bei anhaltend schlechtem Wetter wurden von dort aus wahrscheinlich die nächstliegenden Wachtürme besetzt und versorgt und es diente der Kommunikation entlang des Limes.
Keine Hinweise gibt es auf die dort stationierte Truppe. Das Lagergebäude bot Platz für maximal 40–50 Mann. Wahrscheinlicher ist eine Belegung mit 20–30 Mann. Dabei dürfte es sich um ein Kommando aus einem der benachbarten Kohortenkastelle Rückingen oder Großkrotzenburg gehandelt haben.

## Denkmalschutz
Das Kleinkastell Neuwirtshaus ist als Teil des Obergermanisch-Raetischen Limes seit 2005 Teil des UNESCO-Welterbes. Außerdem ist es ein Bodendenkmal nach dem Hessischen Denkmalschutzgesetz. Nachforschungen und gezieltes Sammeln von Funden sind genehmigungspflichtig. Zufallsfunde sind an die Denkmalbehörden zu melden. Diese Vorschriften konnten in der Vergangenheit allerdings nicht verhindern, dass das Bodendenkmal von Raubgräbern heimgesucht wurde. Zahlreiche kleine Löcher zeugen von deren zerstörerischen Wühlarbeit.

## Limesverlauf zwischen dem Kleinkastell Neuwirtshaus und dem Kastell Großkrotzenburg
| ORL     | Name/Ort                  | Beschreibung/Zustand |
| ------- | ------------------------- | --- |
| KK      | Kleinkastell Neuwirtshaus | Siehe oben |
| Wp 5/14 |                           | Während der Grabungskampagnen der Reichs-Limeskommission konnten 1883 und 1889 noch zwei Turmstellen eines ehemaligen Steinturms und eines älteren Holzturms nachgewiesen werden. Der Steinturm, der an einer Fundamentecke angegraben wurde, schien dem üblichen Steinturmschema dieses Limesabschnittes zu entsprechen. Der quadratische Holzturm mit einer Seitenlänge von rund sechs Metern war von einem Drainagegraben von etwa zwanzig Meter Durchmesser umgeben. Die Turmstellen wurden beim Bau der Bundesstraße 8 zerstört, so dass nichts mehr im Gelände wahrzunehmen ist. Südlich dieser Turmstelle ist der Limes im Wald auf einer Länge von 750 Metern gut erkennbar. |
| Wp 5/15 | Groß-Auheimer Torfbruch   | Wp 5/15 befand sich etwa 30 m hinter dem Limes nördlich des Groß-Auheimer Torfbruchs und der Schiffslache und überwachte die heute noch feuchte Niederung. Vermutlich wurde sie in ähnlicher Weise wie der nördlich gelegene Doppelbiersumpf mittels eines Knüppeldamms und davor liegendem Flechtwerkzaun überquert. Dort endet einer der am besten sichtbaren Teile des Wetteraulimes. Südlich des Torfbruchs verläuft er bis nach Großkrotzenburg unter einem Forstweg sowie dem neuzeitlichen Pfaffendamm. |
| Wp 5/16 |                           | Flacher Schutthügel eines ehemaligen Steinturms, dessen basaltene Fundamente bei einer Mauerstärke von etwa einem Meter die Seitenlängen von 5,10×5,30 m aufwiesen. Der Turm befand sich in rund 30 Meter Entfernung hinter dem Palisadengraben. Zwischen dem Bahnhof Großkrotzenburg und dem Franziskanergymnasium Kreuzburg befindet sich eine Hinweistafel auf den Limes. Von der Turmstelle sind keine oberirdischen Reste erkennbar. |
| ORL 23  | Kastell Großkrotzenburg   | → Hauptartikel Kastell Großkrotzenburg |